# 御内書

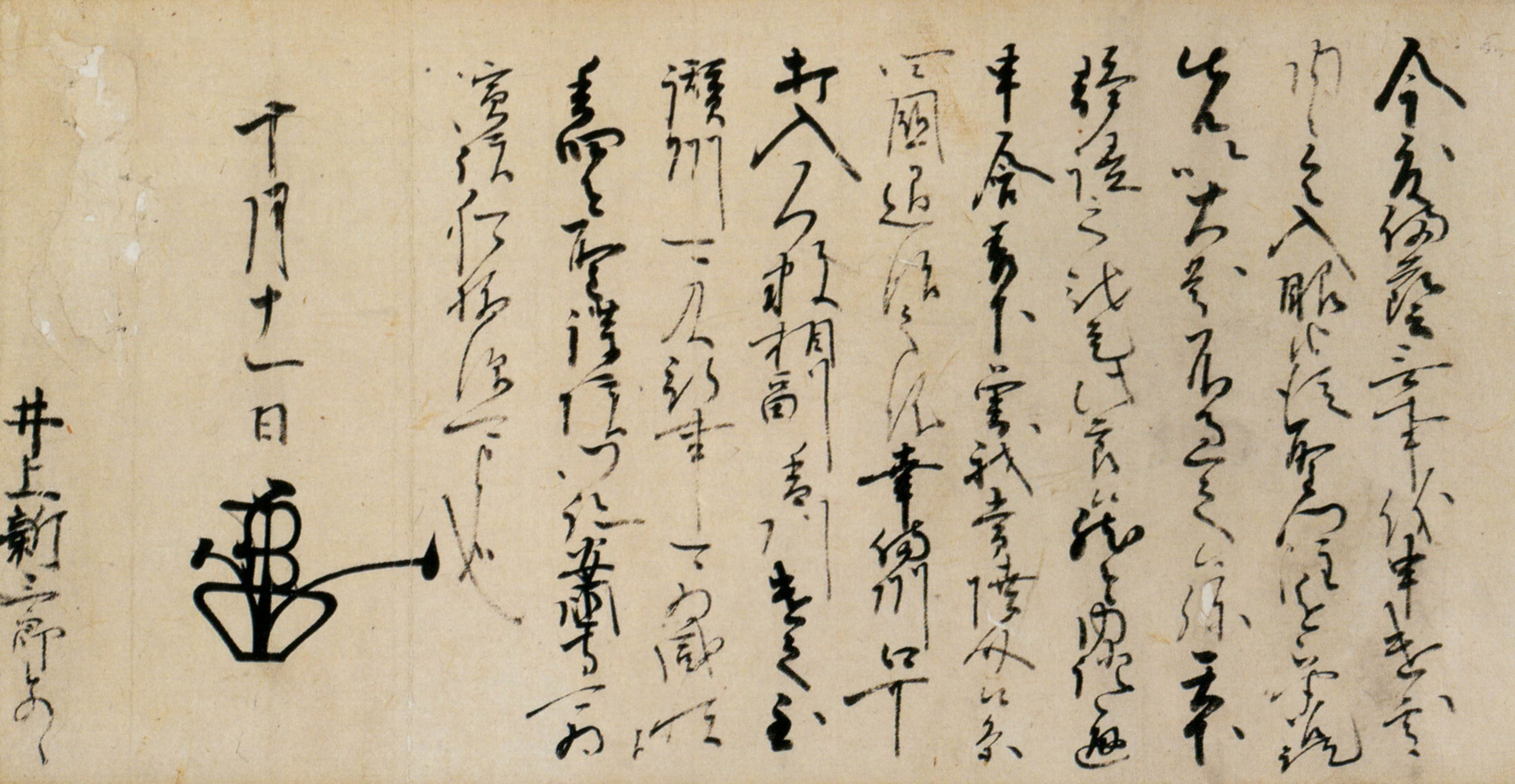
足利義昭御内書/大阪城天守閣蔵

御内書（ごないしょ）は、室町幕府の将軍が発給した私的な書状の形式を取った公文書。

## 概要
室町期に足利将軍家によって創始され、形式そのものは差出人が文面に表記される私信と同じものであるが、将軍自身による花押・署判（署名・捺印）が加えられており、将軍個人の私的性の強い命令書でありながら、御教書に準じるものとして幕府の公式な命令書と同様の法的効力があった。
主に、将軍の私的な用向を伝える書状として機能していたが、室町時代後半になると管領などが発給する御教書が減少するかわりに御内書が増大し、将軍の意思を直接通達する書状として公文書化した。なお、通常は側近である侍臣による副状が添付されるのが慣例であった。文型としては宛所（宛先）と書止めがそれぞれ「某とのへ・也」とより丁寧な表現の「某殿・也、状如件」の2形式が存在し、宛所の身分や社会的地位で使い分けていた。
五山の住持の任命状である公帖は御教書あるいは御内書として発給されている他、天正4年（1576年）に毛利輝元のもとに亡命していた将軍・足利義昭が反信長勢力迎合のため、甲相越一和を試みた際の命令書もこの御内書形式によっていたとされている。
御内書は、豊臣政権では豊臣秀吉の、江戸幕府も将軍の意思を伝達する文書として、継承された。
近世には豊臣家や徳川将軍家が発給し、徳川家は端午の節句・重陽の節句・歳暮の三季祝儀に際した進物の返礼として発給した。徳川家の御内書は豊臣秀吉発給の形式を踏襲し、時代により料紙や書式は変化しつつ江戸後期に到るまで発給された。
御内書の発給は江戸時代初頭には旗本に対しても発給されていたが、書札礼・礼法の確立に伴い、御内書は家格の高い将軍家一門から御三家とその連枝、国持大名、老中・若年寄や本願寺などに限られて発給されるようになり、格式によって発給手続きや返礼に格差があった。